# Yulia Merkulova
Yulia Merkulova (Lipetsk, 17 de fevereiro de 1984) é uma jogadora de voleibol russa.
Com 2,02 m de altura, Merkulova é capaz de atingir 3,17 m no ataque e 3,08 m quando bloqueia.

## Carreira
Yulia Merkulova foi duas vezes consecutivas campeã mundial com a seleção de seu país no Campeonato Mundial de Voleibol Feminino de 2006 e no Campeonato Mundial de Voleibol Feminino de 2010 ambos disputados no Japão.

## Títulos
- Campeonato Mundial de 2010